# USS San Francisco (SSN-810)
El USS San Francisco (SSN-810) será el noveno submarino nuclear de ataque de la clase Virginia Bloque V de la Armada de los Estados Unidos. Llevará el nombre de la ciudad de San Francisco en California.
El nombre del submarino fue anunciado el 3 de octubre de 2023 por el Secretario de Marina, Carlos del Toro, mientras asistía a la Semana de la Flota en San Francisco.